# تیران
تیران مرکز شهرستان تیران و کرون در استان اصفهان است.

## زبان
بر پایه ایران اطلس به ترتیب گویشوران، زبان مردم تیران (اکثریت) گویش تیرانی و (اقلیت) فارسی تهرانی است

## نامگذاری تیران
ترکیب واژه تیران دو جزء دیده می‌شود: نخست «تیر» که نام ستارهٔ تیر است که در نزد ایرانیان باستان مقدس بوده و «ان» که همان پسوند کثرت و نسبت است و محلی را می‌نمایاند که به تیر منسوب باشد. کرون نیز از دو قسمت «کر» به معنای توانا و «ون» به معنی مانند و شبیه می‌باشد. البته ممکن هم است که «کر» مخفف «کار» به معنای جنگ باشد، مانند کلمات زیر: کارزار، پیکار، کاروان، کَرنا (نای جنگی)، کارنامه (نامه جنگ)، و در این صورت، کرون به معنای میدان جنگ می‌باشد. در گویش محلی واژه کرون، به صورت کروند تلفظ می‌شود.
همچنین دلیل این‌که پسوند نام خانوادگی بسیاری از افراد این شهر "تهرانی" می‌باشد، آن است که در گذشته، نام این شهر تهران بوده‌است و بعدها به دلیل شباهت نام با پایتخت کشور و اختلال در روند ارسال نامه ها، این شهر به تیران تغییر نام داد.

## موقعیت و وسعت
شهر تیران از شرق به شهرستان نجف آباد از جنوب به شهرستان لنجان و استان چهارمحال و بختیاری و از غرب به شهرستان چادگان محدود می‌گردد.

## آب و هوا
شهر تیران دارای آب وهوای بیابانی ونیمه بیابانی با تابستانهای گرم وخشک و زمستانهای سرداست. میزان بارندگی سالانه شهرستان ۲۴۶ میلی‌متر در سال است. در شهر تیران بیشترین نم نسبی در زمستان ۷۸ درصد و در تابستان ۱۳ درصد می‌باشد. تعداد روزهای یخبندان در سال ۹۰–۸۰ روز گزارش شده‌است. از نظر وضع جوی برابر با ایستگاه کلیماتولوزی تیران میانگین دما در دی ماه ۵/۴ و حداکثر دما در تیرماه ۲/۳۵ درجه سانتیگراد گزارش شده‌است.

## امامزادگان شهرستان
- امامزاده احمدبن محمدحنفیه که از نوادگان علی ابن ابی طالب است و در تیران واقع است.
- امامزاده عبداله بن موسی بن جعفر در روستای کوهان واقع است.
- امامزاده حسین بن عدنان بن موسی بن جعفر در رضوان‌شهر
- امامزاده جواد بن موسی در روستای احمدرضا (معروف به چشمه احمدرضا)
  - امامزاده سید سراء الدین فضل (معروف به بابا لنگر) از نوادگان علی ابن موسی الرضا در جنوب عسگران
- امامزاده بی بی فاطمه از نوادگان موسی بن جعفر در روستای محمدیه کرون
- امام زاده شاهزاده حسین (معروف به شازده حسین) در روستای حسن‌آباد وسطی

## جاذبه‌های طبیعی
جاذبه‌های طبیعی شامل:
- حیات وحش و پارک ملی و ارگ قمیشلو:

پارک ملی و پناهگاه حیات وحش قمیشلو در ۴۵ کیلومتری شمال غرب اصفهان و مجاور شهر تیران واقع شده‌است. وسعت پارک ملی قمیشلو ۲۹۸۸۶ هکتار و وسعت پناهگاه حیات وحش قمیشلو ۸۳۸۸۸ هکتار می‌باشد. گفته می‌شود پارک ملی قمیشلو قدیمیترین منطقه حفاظت شده جهان است. ۱۵۰ سال قبل ظل السلطان پسر بزرگ ناصرالدین شاه و حاکم اصفهان قمیشلو را به عنوان قرق و شگارگاه اختصاصی اعلام و حتی از چرای دام در این منطقه جلوگیری نمود. مهم‌ترین گونه‌های جانوری عبارتند از :آهو، قوچ، میش، پازن، گرگ.
- چشمه مرغاب: چشمه ای پر اب که از بخش کرون و جنوب روستای قلعه ناظر سر چشمه گرفته و به سد خمیران منتهی می‌شود
- حیات وحش ولاله‌های واژگون دالانکوه و پیست اسکی آن

پیست اسکی دالانکوه که در دامنه‌های شمالی دالانکوه قرار دارد و منطقه کرون قرار دارد در زمستان‌ها پذیرای علاقه‌مندان به ورزش‌های زمستانی می‌باشد. قلهٔ دالانکوه با ارتفاع ۳۶۳۶ متر در این منطقه قرار دارد که سالانه افزون بر هزار کوهنورد از سراسر ایران برای صعود به این منطقه عزیمت می‌کنند.
- سد شهید منتظری
- چشمه احمد رضا
- سد چشمه شاهی روستای کرد علیا

## جاذبه‌های تاریخی
- قلعه تاریخی قمیشلوارگ قمیشلو
- قلعه جاجا
- برج‌های کبوتر

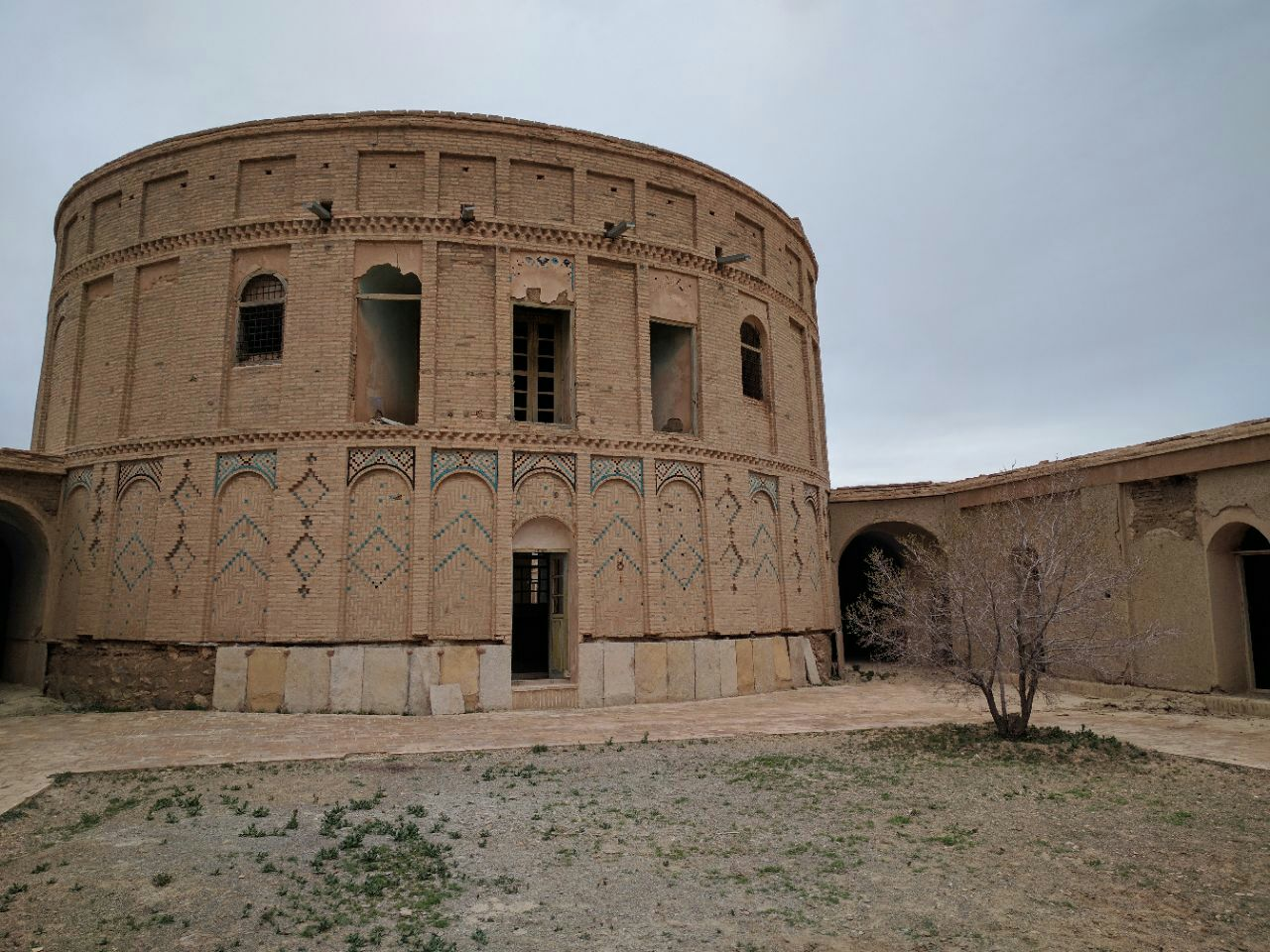
قلعه تاریخی قمیشلو

- درهای سنگی باغها:تیران به شهر درهای سنگی معروف است. درهای باغات تیران به صورت تخته سنگهای یکپارچه می‌باشد. از تپه ای که در شمال جاجا و در کنار جاده تیران داران قرار دارد این سنگ‌ها تهیه می‌شدند
- مسجدامام حسن مجتبی (مسجدخان)

شجره نامه و مشخصات مسجد خان
شجره نامه:
مسجد خان در ابتدای پل محله سر پل واقع است. این مسجد با شبستانی ستون سنگی به مانند مساجد شیوه خراسانی و اصفهانی می‌باشد. در ابتدا مسجد کوچکی به جای محل کرآب‌های فعلی بوده و قدمت آنبه بیش از ۶۰۰ سال می‌رسد. پس از آن حاکم تیران نوروز علی خان مسجد فعلی را بنا کرد. دربارهٔ ساخته شدن مسجد اینگونه روایت کرده‌اند که:
در نزدیکی مسجد لب رودخانه در کنار آسیاب درخت تنومندی وجود داشته که بر اثر گذشت زمان داخل تنه درخت خالی شده و درویشی عارف در آنجا زندگی می‌کرده‌است. دختر نوروز علی خان به مرض سختی دچار می‌شود و خان جهت رفع بلا قربانی نذر می‌کند. به نوکرش دستور می‌دهد از گوشت قربانی برای درویش ببرند. درویش قبل از گرفتن قربانی به نوکر می‌گوید: به حاکم بگو اگر می‌خواهی فرزندت از مرگ نجات یابد در این مکان مسجدی بناکن. نوکر پیام درویش را به خان میر ساند و نوروز علی خان در تعجب است. درویش از کجا از بیماری دخترش اطلاع داشته لذا به گفته درویش عمل کرده و نذر می‌نماید در صورت سلامتی فرزند مسجدی در مکان فعلی بسازد. سر انجام فرزند خان سلامت یافته و خان قطعه زمینی از باغ شهر خان جدا ساخته و آن را اختصاص به مسجد می‌دهد. پس از نوروز علی خان ملک محمد سلطان هم در مرمت و بهسازی و ایجاد کرآب مسجد نقش داشته‌است.
مشخصات مسجد:
این مسجد دارای دو شبستان تابستانی و زمستانی می‌باشد. شبستان تابستانی دارای دو ایوان بلند و مقابل هم و روبروی به قبله است. شبستان زمستانی با ستون و سرستون‌های سنگی در داخل زمین می‌باشد. وضو خانه سنتی و قدیمی (کرآب) مربوط به دوران سلطنت کریم خان زند می‌باشد. راهروی هشتی با سنگ آبی از دوران قاجار می‌باشد. این مسجد در گذشته محل اقامه نماز و منبر حضرت آیت الله شیخ جمال الدین مظاهری بوده‌است.
اینک این مسجدبه شماره ثبت ۱۳۶۸۲ در تاریخ ۱۵/۰۸/۱۳۸۴ در فهرست آثار ملی ایران قرار گرفته‌است.
- مسجدسید
- آسیاب زیرزمینی

آسیاب زیرزمینی مربوط به دوره قاجار است و در شهر تیران، بلوار معلم، در کنار جوی شاه و ضلع جنوبی خیابان توحید واقع شده و این اثر در تاریخ ۱۵ دی ۱۳۸۷ با شمارهٔ ثبت ۲۴۰۲۹ به‌عنوان یکی از آثار ملی ایران به ثبت رسیده‌است.

## محصولات
- انگور
- گردو
- بادام
- به
- زردآلو
- آلوچه(گوجه سبز)
- انار

## طایفه های معروف
- دادخواه
- سلطانی
- مظاهری
- فدایی
- حکیمی
- نادری
- فرقانی
- عرب بیگی
- بکایی
- نادرپور
- صادقی